# جان دومينيك بوبي
جان دومينيك بوبي (Jean-Dominique Bauby)، (23 أبريل 1952 - 9 مارس 1997)، هو صحفي وكاتب فرنسي مشهور ومحرر مجلة أزياء «ELLE» الفرنسية.
في 8 ديسمبر 1995 وفي سن الثالثة والأربعين، تعرض بوبي لجلطة حادة. عندما استيقظ بعد عشرين يوم، وجد أنه لا يستطيع الكلام، كان فقط بإمكانه أن يرمش بجفن عينه اليسرى، حالة تسمى متلازمة المنحبس، هذه المتلازمة عبارة عن حالة من شلل معظم أجزاء الجسم وبقاء العقل في حالة وعي كامل، في حالة بوبي كان فمه ويديه وأرجله مشلولة بالكامل، وفقد 27 كيلوغرام من وزنه في الأسابيع العشرين الأولى بعد الحادثة.

## السيرة الذاتية
بالرغم من حالته، ألف بوبي كتاب «بدلة الغوص والفراشة» برمش جفنه عند الوصول للحرف الصحيح من مساعد يقوم بنطق الحروف الأبجديه ببطئ باستخدام نظام «الفحص بمساعدة شريك», بوبي ألف وحرر الكتاب بالكامل داخل عقله.
وأملاه حرفا بحرف ليكون الإملاء دقيقا. قامت «كلود ميندي بيل» ـ وهي مساعدة بوبي، بترتيب الأحرف على حسب تكرار استخدامها في اللغة الفرنسية. وصدر الكتاب في فرنسا في 6 مارس 1997, وتوفي بوبي فجأه بعد ثلاثة أيام من نشر الكتاب بسبب مرض ذات الرئة. ودفن في مدافن العائلة في باريس.

## الفيلم
سنة 2007 اخرج جوليات شنابل فيلم قناع الغوص والفراشة المقتيس من الكتاب، وقام بدور بوبي الممثل «ماثيو أمالريك», وحاز الفيلم على العديد من الجوائز والترشيحات، من ضمنها جائزة أفضل مخرج في مهرجان كان، وجائزة السعفة الذهبية لأفضل فيلم بلغة أجنبية وأفضل مخرج وترشح لأربع جوائز.
انتقد اصدقاء بوبي المقربين نص الفيلم حيث اعتبروه بأنه غير دقيق ومتحيز لصالح شريكته القديمة، وشريكته في آخر حياته قالت بأنها كانت مخلصة وانها كانت تزوره كثيرا في المستشفى التي كان فيها في أخر ايامه، وسجل بوبي زيارت شريكته السابقة أيضا في كتابه، التي كانت تتردد على زيارته في المستشفى.

## كتــاب
تعد رواية «L'Ultime Secret» لمؤلف الخيال العلمي الفرنسي «برنارد ويربر» انها مستلهمه من قصة بوبي.

## من مؤلفاته المترجمة للعربية
- رواية: «بذلة الغوص والفراشة».

## روابط خارجية
- جان دومينيك بوبي على موقع IMDb (الإنجليزية)
- جان دومينيك بوبي على موقع قاعدة بيانات الفيلم (الإنجليزية)